# Poecilopeplus tardifi
Poecilopeplus tardifi là một loài bọ cánh cứng trong họ Cerambycidae.